# Isospin fraco
Na física de partículas, o isospin fraco é um número quântico relacionado com a parte eletricamente carregada da interação fraca : Partículas com isospin fraco semi-inteiro podem interagir com os bósons W+/-; partículas com isospin fraco zero não interagem.  O isospin fraco é uma construção paralela à ideia de isospin sob a influência da interação forte . O isospin fraco geralmente recebe o símbolo T ou I, com a terceira componente escrita como T 3 ou I 3 .  Isso pode ser entendido como o autovalor de um operador de carga .
T3 é mais importante que T; tipicamente o “isospin fraco” é usado como a forma curta do termo próprio “terceira componente do isospin fraco”.
A lei de conservação do isospin fraco está relacionada com a conservação de {\displaystyle \ T_{3}\ ;} interações fracas conservam o T 3 . Ele também é conservado pelas interações eletromagnética e forte . Entretanto, interações com o campo de Higgs não conservam T 3, como visto diretamente pela propagação de férmions, misturando quiralidades por força de seus termos de massa resultantes do acoplamento de Higgs. Já que o valor esperado do vácuo do campo de Higgs é diferente de zero, partículas interagem com esse campo a todo tempo, mesmo no vácuo. Interações com o campo de Higgs mudam o isospin fraco das partículas (e a hipercarga fraca). Apenas uma combinação específica deles, {\displaystyle \ Q=T_{3}+{\tfrac {1}{2}}Y_{\mathrm {W} }\ } (carga elétrica), é conservada.

## Relação com quiralidade
Férmions com quiralidade negativa (também chamados de férmions levógiros) têm {\displaystyle \ T={\tfrac {1}{2}}\ } e podem ser agrupados em dubletos com {\displaystyle T_{3}=\pm {\tfrac {1}{2}}} que se comportam da mesma forma sob a interação fraca . Por convenção, férmions eletricamente carregados são atribuídos {\displaystyle T_{3}} com o mesmo sinal que a carga elétrica deles.  Por exemplo, quarks do tipo up ( u, c, t ) têm {\displaystyle \ T_{3}=+{\tfrac {1}{2}}\ } e sempre se transformam em quarks do tipo down ( d, s, b ), os quais possuem {\displaystyle \ T_{3}=-{\tfrac {1}{2}}\ ,} e vice versa. Por outro lado, um quark nunca decai fracamente em um quark do mesmo {\displaystyle \ T_{3}~.} Algo semelhante acontece com léptons levógiros, os quais existem como dubletos contendo um lépton carregado (
e−
,
μ−
,
τ−
) com {\displaystyle \ T_{3}=-{\tfrac {1}{2}}\ } e um neutrino (
ν
e,
ν
μ,
ν
τ) com {\displaystyle \ T_{3}=+{\tfrac {1}{2}}~.} Em todos os casos, o anti-fermion correspondente tem quiralidade invertida (anti-fermion "dextrógiro") e um sinal oposto de {\displaystyle \ T_{3}~.}
Férmions com quiralidade positiva (férmions "dextrógiros") e anti-férmions com quiralidade negativa (anti-férmions "levógiros") têm {\displaystyle \ T=T_{3}=0\ } e formam singletos que não sofrem interações fracas carregadas. 
A carga elétrica, {\displaystyle \ Q\ ,} é relacionada com o isospin fraco, {\displaystyle \ T_{3}\ ,} e ahipercarga fraca, {\displaystyle \ Y_{\mathrm {W} }\ ,} por
{\displaystyle Q=T_{3}+{\tfrac {1}{2}}Y_{\mathrm {W} }~.}
| Geração 1 | Geração 1                             | Geração 1                          | Geração 2      | Geração 2                      | Geração 2                          | Geração 3      | Geração 3                      | Geração 3                          |
| férmion | Símbolo                               | Isospin fraco                      | férmion        | Símbolo                        | Isospin fraco                      | férmion        | Símbolo                        | Isospin fraco                      |
| --- | ------------------------------------- | ---------------------------------- | -------------- | ------------------------------ | ---------------------------------- | -------------- | ------------------------------ | ---------------------------------- |
| neutrino do elétron | {\displaystyle \nu _{\mathrm {e} }\ } | {\displaystyle +{\tfrac {1}{2}}\ } | neutrino muon  | {\displaystyle \nu _{\mu }\ }  | {\displaystyle +{\tfrac {1}{2}}\ } | neutrino Tau   | {\displaystyle \nu _{\tau }\,} | {\displaystyle +{\tfrac {1}{2}}\ } |
| Elétron | {\displaystyle \mathrm {e} ^{-}\,}    | {\displaystyle -{\tfrac {1}{2}}\ } | muon           | {\displaystyle \mu ^{-}\,}     | {\displaystyle -{\tfrac {1}{2}}\ } | Tauon          | {\displaystyle \tau ^{-}\,}    | {\displaystyle -{\tfrac {1}{2}}\ } |
| quark up | {\displaystyle \mathrm {u} \ }        | {\displaystyle +{\tfrac {1}{2}}\ } | charme quark   | {\displaystyle \mathrm {c} \ } | {\displaystyle +{\tfrac {1}{2}}\ } | quark top      | {\displaystyle \mathrm {t} \ } | {\displaystyle +{\tfrac {1}{2}}\ } |
| quark down | {\displaystyle \mathrm {d} \ }        | {\displaystyle -{\tfrac {1}{2}}\ } | quark estranho | {\displaystyle \mathrm {s} \ } | {\displaystyle -{\tfrac {1}{2}}\ } | quark inferior | {\displaystyle \mathrm {b} \ } | {\displaystyle -{\tfrac {1}{2}}\ } |
| Todas as partículas levógiras( normais ) acima têm antipartículas dextrógira correspondentes com isospin fraco igual e oposto. |                                       |                                    |                |                                |                                    |                |                                |                                    |
| Todas as partículas dextrógiras (normais) e antipartículas levógiras têm isospin fraco de 0.                                   |                                       |                                    |                |                                |                                    |                |                                |                                    |

## Isospin fraco e os bósons W
A simetria associada ao isospin fraco é SU(2) e requer bósons Gauge com {\displaystyle \,T=1\,} (
W+
,
W−
 e 
W0
) para mediar as transformações entre férmions com cargas semi-inteiras de isospin fraco. {\displaystyle \ T=1\ } implica que os bósons 
W
<br> 
W
<br>  têm três valores diferentes de {\displaystyle \ T_{3}\ :}
- Bóson 
W+
 {\displaystyle (\,T_{3}=+1\,)} é emitido em transições {\displaystyle \left(\,T_{3}=+{\tfrac {1}{2}}\,\right)} → {\displaystyle \left(\,T_{3}=-{\tfrac {1}{2}}\,\right)~.}
- Bóson 
W0
 {\displaystyle (\,T_{3}=\,0\,)} seria emitido em interações fracas onde {\displaystyle \,T_{3}\,} não muda, como por exemplo, no espalhamento de neutrinos .
- Bóson 
W−
 {\displaystyle (\,T_{3}=-1\,)} é emitido em transições {\displaystyle \left(\,T_{3}=-{\tfrac {1}{2}}\,\right)} → {\displaystyle \left(\,T_{3}=+{\tfrac {1}{2}}\,\right)}.

Sob a unificação eletrofraca, o bóson
W0
<br> 
W0
<br>  se mistura com o bóson Gauge 
B0
 da hipercarga fraca ; ambos têm isospin fraco igual a zero. O bóson resultante observado  
Z0
<br> 
Z0
<br> e o fóton da eletrodinâmica quântica ; os resultantes
Z0
e  
γ0
 também têm isospin fraco igual a zero.
A soma do isospin fraco negativo e da carga positiva é zero para cada um dos bósons, consequentemente, todos os bósons eletrofracos têm hipercarga fraca {\displaystyle \ Y_{\text{W}}=0\ ,} assim, ao contrário dos glúons da interação forte, os bósons eletrofracos não são afetados pela força que eles estão mediando.